# Campeonato Mundial de Triatlo de 2013
O 2013 ITU World Triathlon Series ou Campeonato Mundial de Triatlo de 2013 foram uma série de 8 eventos de triatlo que aconteceram até a Grand Final sediada em Londres. As séries são organizadas sob as ordens da International Triathlon Union (ITU).

## Calendário
Em 2013 as séries visitaram oito cidades.
| Data           | Local     | Status      |
| -------------- | --------- | ----------- |
| Abril 6–7      | Auckland  | Evento      |
| Abril 19–20    | San Diego | Evento      |
| Maio 11–12     | Yokohama  | Evento      |
| Junho 1–2      | Madrid    | Evento      |
| Julho 6        | Kitzbühel | Event       |
| Julho 20–21    | Hamburgo  | Sprint      |
| Agosto 24–25   | Estocolmo | Evento      |
| Setembro 14–15 | Londres   | Grand Final |

## Resultados

### Medalhistas

#### Masculino
| Event     | Ouro                    | Prata                   | Bronze                  |
| --------- | ----------------------- | ----------------------- | ----------------------- |
| Auckland  | Javier Gómez (ESP)      | Mario Mola (ESP)        | João Silva (POR)        |
| San Diego | Alistair Brownlee (GBR) | Richard Murray (RSA)    | João Silva (POR)        |
| Yokohama  | Jonathan Brownlee (GBR) | Javier Gómez (ESP)      | João Silva (POR)        |
| Madrid    | Jonathan Brownlee (GBR) | Javier Gómez (ESP)      | Ivan Vasiliev (RUS)     |
| Kitzbühel | Alistair Brownlee (GBR) | Mario Mola (ESP)        | Sven Riederer (SUI)     |
| Hamburgo  | Jonathan Brownlee (GBR) | Alistair Brownlee (GBR) | Javier Gómez (ESP)      |
| Estocolmo | Alistair Brownlee (GBR) | Javier Gómez (ESP)      | Jonathan Brownlee (GBR) |
| Londres   | Javier Gómez (ESP)      | Jonathan Brownlee (GBR) | Mario Mola (ESP)        |

#### Feminino
| Event     | Ouro                 | Prata                | Bronze               |
| --------- | -------------------- | -------------------- | -------------------- |
| Auckland  | Anne Haug (GER)      | Maaike Caelers (NED) | Felicity Abram (AUS) |
| San Diego | Gwen Jorgensen (USA) | Non Stanford (GBR)   | Emma Moffatt (AUS)   |
| Yokohama  | Gwen Jorgensen (USA) | Emma Moffatt (AUS)   | Jodie Stimpson (GBR) |
| Madrid    | Non Stanford (GBR)   | Anne Haug (GER)      | Jodie Stimpson (GBR) |
| Kitzbühel | Jodie Stimpson (GBR) | Emma Jackson (AUS)   | Anne Haug (GER)      |
| Hamburgo  | Anne Haug (GER)      | Non Stanford (GBR)   | Jodie Stimpson (GBR) |
| Estocolmo | Gwen Jorgensen (USA) | Non Stanford (GBR)   | Anne Haug (GER)      |
| Londres   | Non Stanford (GBR)   | Aileen Reid (IRL)    | Emma Moffatt (AUS)   |

## Classificação Geral

### Masculino
| Ranking | Atleta                  | Pontos |
| ------- | ----------------------- | ------ |
|         | Javier Gómez (ESP)      | 4220   |
|         | Jonathan Brownlee (GBR) | 4195   |
|         | Mario Mola (ESP)        | 3726   |
| 4       | Alistair Brownlee (GBR) | 3140   |
| 5       | Richard Murray (RSA)    | 2937   |
| 6       | João Silva (POR)        | 2795   |
| 7       | Laurent Vidal (FRA)     | 2680   |
| 8       | Sven Riederer (SUI)     | 2494   |
| 9       | Dmitry Polyanski (RUS)  | 2407   |
| 10      | Vincent Luis (FRA)      | 2243   |

### Feminino
| Ranking | Atleta                | Pontos |
| ------- | --------------------- | ------ |
|         | Non Stanford (GBR)    | 4220   |
|         | Jodie Stimpson (GBR)  | 3805   |
|         | Anne Haug (GER)       | 3110   |
| 4       | Gwen Jorgensen (USA)  | 3033   |
| 5       | Andrea Hewitt (NZL)   | 3004   |
| 6       | Emma Moffatt (AUS)    | 2906   |
| 7       | Ashleigh Gentle (AUS) | 2720   |
| 8       | Aileen Reid (IRL)     | 2681   |
| 9       | Sarah Groff (USA)     | 2295   |
| 10      | Alice Betto (ITA)     | 2270   |

## Referencias
1. ↑  «Men's Results for 2013 ITU World Triathlon Auckland». International Triathlon Union. Consultado em 6 de abril de 2013
2. ↑  «Men's Results for 2013 ITU World Triathlon San Diego». International Triathlon Union. Consultado em 20 de abril de 2013
3. ↑  «Men's Results for 2013 ITU World Triathlon Yokohama». International Triathlon Union. Consultado em 11 de maio de 2013
4. ↑  «Men's Results for 2013 ITU World Triathlon Madrid». International Triathlon Union. Consultado em 2 de junho de 2013
5. ↑  «Men's Results for 2013 ITU World Triathlon Kitzbühel». International Triathlon Union. Consultado em 6 de julho de 2013
6. ↑  «Men's Results for 2013 ITU World Triathlon Hamburg». International Triathlon Union. Consultado em 22 de julho de 2013
7. ↑  «Men's Results for 2013 ITU World Triathlon Stockholm». International Triathlon Union. Consultado em 4 de setembro de 2013
8. ↑  «Women's Results for 2013 ITU World Triathlon finals London». International Triathlon Union. Consultado em 15 de setembro de 2013
9. ↑  «Women's Results for 2013 ITU World Triathlon Auckland». International Triathlon Union. Consultado em 6 de abril de 2013
10. ↑  «Women's Results for 2013 ITU World Triathlon San Diego». International Triathlon Union. Consultado em 19 de abril de 2013
11. ↑  «Women's Results for 2013 ITU World Triathlon Yokohama». International Triathlon Union. Consultado em 11 de maio de 2013
12. ↑  «Women's Results for 2013 ITU World Triathlon Madrid». International Triathlon Union. Consultado em 1 de junho de 2013
13. ↑  «Women's Results for 2013 ITU World Triathlon Kitzbühel». International Triathlon Union. Consultado em 6 de julho de 2013
14. ↑  «Women's Results for 2013 ITU World Triathlon Hamburg». International Triathlon Union. Consultado em 22 de julho de 2013
15. ↑  «Women's Results for 2013 ITU World Triathlon Stockholm». International Triathlon Union. Consultado em 4 de setembro de 2013
16. ↑  «Women's Results for 2013 ITU World Triathlon finals London». International Triathlon Union. Consultado em 14 de setembro de 2013
17. ↑  «Men's 2013 ITU World Triathlon Series Rankings». International Triathlon Union. Consultado em 4 de setembro de 2013
18. ↑  «Women's 2013 ITU World Triathlon Series Rankings». International Triathlon Union. Consultado em 4 de setembro de 2013